# Olaf Korczakowski
Olaf Igor Korczakowski (ur. 11 listopada 2003 roku w Szczecinie) – polski piłkarz, występujący na pozycji  pomocnika, od 2025 w polskim klubie Puszcza Niepołomice . 